# Villefavard
Villefavard est une commune française située dans le département de la Haute-Vienne en région Nouvelle-Aquitaine. Elle a été le premier foyer du protestantisme en Basse-Marche depuis 1844.
Outre le bourg, la commune comprend plusieurs lieux-dits et hameaux, tels que la Solitude, les Clops, le Menieux.

## Géographie

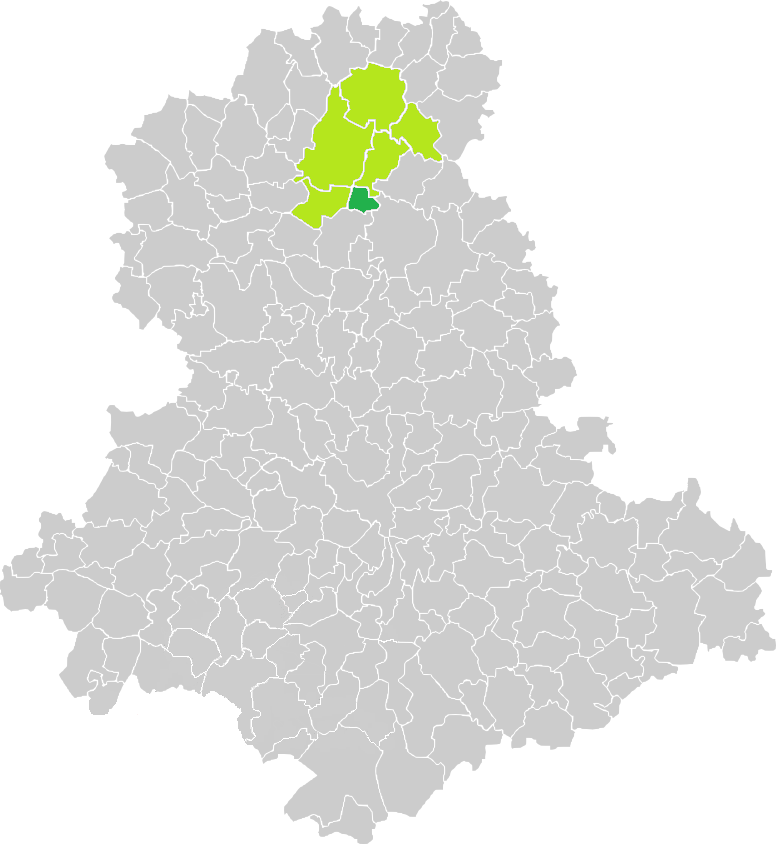
Situation de la commune de Villefavard en Haute-Vienne.

### Localisation
| Magnac-Laval (par un quadripoint) | Dompierre-les-Églises |               |
| Droux                             | Villefavard           | Châteauponsac |
|                                   | Rancon                |               |

### Géologie et relief
La superficie de la commune est de 922 hectares ; son altitude varie entre 215 et 335 mètres.

### Climat
Pour des articles plus généraux, voir Climat de la Nouvelle-Aquitaine et Climat de la Haute-Vienne.
Historiquement, la commune est exposée à un climat océanique limousin.  
En 2020, Météo-France publie une typologie des climats de la France métropolitaine dans laquelle la commune est exposée à un climat océanique altéré et est dans une zone de transition entre les régions climatiques « Poitou-Charentes » et « Ouest et nord-ouest du Massif Central ».
Pour la période 1971-2000, la température annuelle moyenne est de 11 °C, avec une amplitude thermique annuelle de 14,9 °C. Le cumul annuel moyen de précipitations est de 973 mm, avec 13,1 jours de précipitations en janvier et 7,6 jours en juillet. Pour la période 1991-2020, la température moyenne annuelle observée sur la station météorologique la plus proche, située sur la commune de Magnac-Laval à 6,14 km à vol d'oiseau, est de 12,0 °C et le cumul annuel moyen de précipitations est de 880,4 mm,. Pour l'avenir, les paramètres climatiques de la commune estimés pour 2050 selon différents scénarios d'émission de gaz à effet de serre sont consultables sur un site dédié publié par Météo-France en novembre 2022.

## Urbanisme

### Typologie
Au 1er janvier 2024, Villefavard est catégorisée commune rurale à habitat dispersé, selon la nouvelle grille communale de densité à sept niveaux définie par l'Insee en 2022.
Elle est située hors unité urbaine. Par ailleurs la commune fait partie de l'aire d'attraction de Bellac, dont elle est une commune de la couronne,. Cette aire, qui regroupe 11 communes, est catégorisée dans les aires de moins de 50 000 habitants,.

### Occupation des sols
L'occupation des sols de la commune, telle qu'elle ressort de la base de données européenne d’occupation biophysique des sols Corine Land Cover (CLC), est marquée par l'importance des territoires agricoles (75,4 % en 2018), une proportion identique à celle de 1990 (75,4 %). La répartition détaillée en 2018 est la suivante : 
prairies (56,2 %), forêts (21,8 %), zones agricoles hétérogènes (19,3 %), zones urbanisées (2,8 %). L'évolution de l’occupation des sols de la commune et de ses infrastructures peut être observée sur les différentes représentations cartographiques du territoire : la carte de Cassini (XVIIIe siècle), la carte d'état-major (1820-1866) et les cartes ou photos aériennes de l'IGN pour la période actuelle (1950 à aujourd'hui).

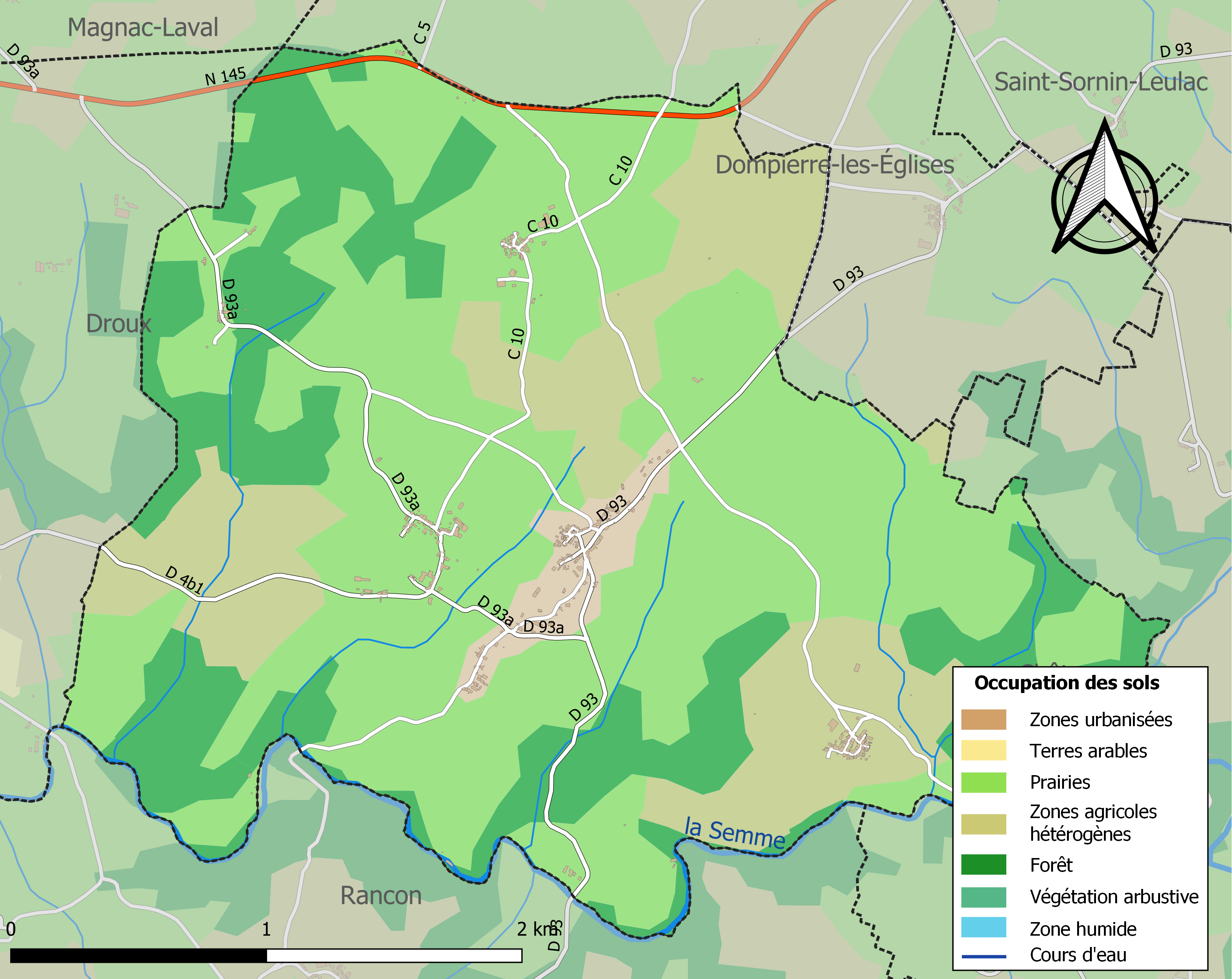
Carte des infrastructures et de l'occupation des sols de la commune en 2018 (CLC).

#### Voies
| 58 odonymes recensés à Villefavard au 16 novembre 2013 | 58 odonymes recensés à Villefavard au 16 novembre 2013 | 58 odonymes recensés à Villefavard au 16 novembre 2013 | 58 odonymes recensés à Villefavard au 16 novembre 2013 | 58 odonymes recensés à Villefavard au 16 novembre 2013 | 58 odonymes recensés à Villefavard au 16 novembre 2013 | 58 odonymes recensés à Villefavard au 16 novembre 2013 | 58 odonymes recensés à Villefavard au 16 novembre 2013 | 58 odonymes recensés à Villefavard au 16 novembre 2013 | 58 odonymes recensés à Villefavard au 16 novembre 2013 | 58 odonymes recensés à Villefavard au 16 novembre 2013 | 58 odonymes recensés à Villefavard au 16 novembre 2013 | 58 odonymes recensés à Villefavard au 16 novembre 2013 | 58 odonymes recensés à Villefavard au 16 novembre 2013 | 58 odonymes recensés à Villefavard au 16 novembre 2013 | 58 odonymes recensés à Villefavard au 16 novembre 2013 |
| Allée                                                  | Avenue                                                 | Bld                                                    | Chemin                                                 | Cours                                                  | Impasse                                                | Montée                                                 | Passage                                                | Place                                                  | Quai                                                   | Carrefour                                              | Route                                                  | Rue                                                    | Ruelle                                                 | Autres                                                 | Total                                                  |
| ------------------------------------------------------ | ------------------------------------------------------ | ------------------------------------------------------ | ------------------------------------------------------ | ------------------------------------------------------ | ------------------------------------------------------ | ------------------------------------------------------ | ------------------------------------------------------ | ------------------------------------------------------ | ------------------------------------------------------ | ------------------------------------------------------ | ------------------------------------------------------ | ------------------------------------------------------ | ------------------------------------------------------ | ------------------------------------------------------ | ------------------------------------------------------ |
| 0                                                      | 0                                                      | 0                                                      | 2                                                      | 0                                                      | 4                                                      | 0                                                      | 0                                                      | 0                                                      | 0                                                      | 1                                                      | 0                                                      | 12                                                     | 0                                                      | 39                                                     | 58                                                     |
| Notes « N »                                            | Notes « N »                                            | Notes « N »                                            | 1. 2.                                                  | 1. 2.                                                  | 1. 2.                                                  | 1. 2.                                                  | 1. 2.                                                  | 1. 2.                                                  | 1. 2.                                                  | 1. 2.                                                  | 1. 2.                                                  | 1. 2.                                                  | 1. 2.                                                  | 1. 2.                                                  | 1. 2.                                                  |
| Sources : rue-ville.info & OpenStreetMap               |                                                        |                                                        |                                                        |                                                        |                                                        |                                                        |                                                        |                                                        |                                                        |                                                        |                                                        |                                                        |                                                        |                                                        |                                                        |

#### Logement
En 2009, le nombre total de logements dans la commune était de 152, alors qu'il était de 143 en 1999.
Parmi ces logements, 53,9 % étaient des résidences principales, 44,1 % des résidences secondaires et 2,0 % des logements vacants. Ces logements étaient pour 96,7 % d'entre eux des maisons individuelles et pour 2,0 % des appartements.
La proportion des résidences principales, propriétés de leurs occupants était de 79,3 %, quasi constant par rapport à 1999 (78,0 %).

### Risques naturels et technologiques
Le territoire de la commune de Villefavard est vulnérable à différents aléas naturels : météorologiques (tempête, orage, neige, grand froid, canicule ou sécheresse) et séisme (sismicité faible). Il est également exposé à un risque particulier : le risque de radon. Un site publié par le BRGM permet d'évaluer simplement et rapidement les risques d'un bien localisé soit par son adresse soit par le numéro de sa parcelle.

#### Risques naturels

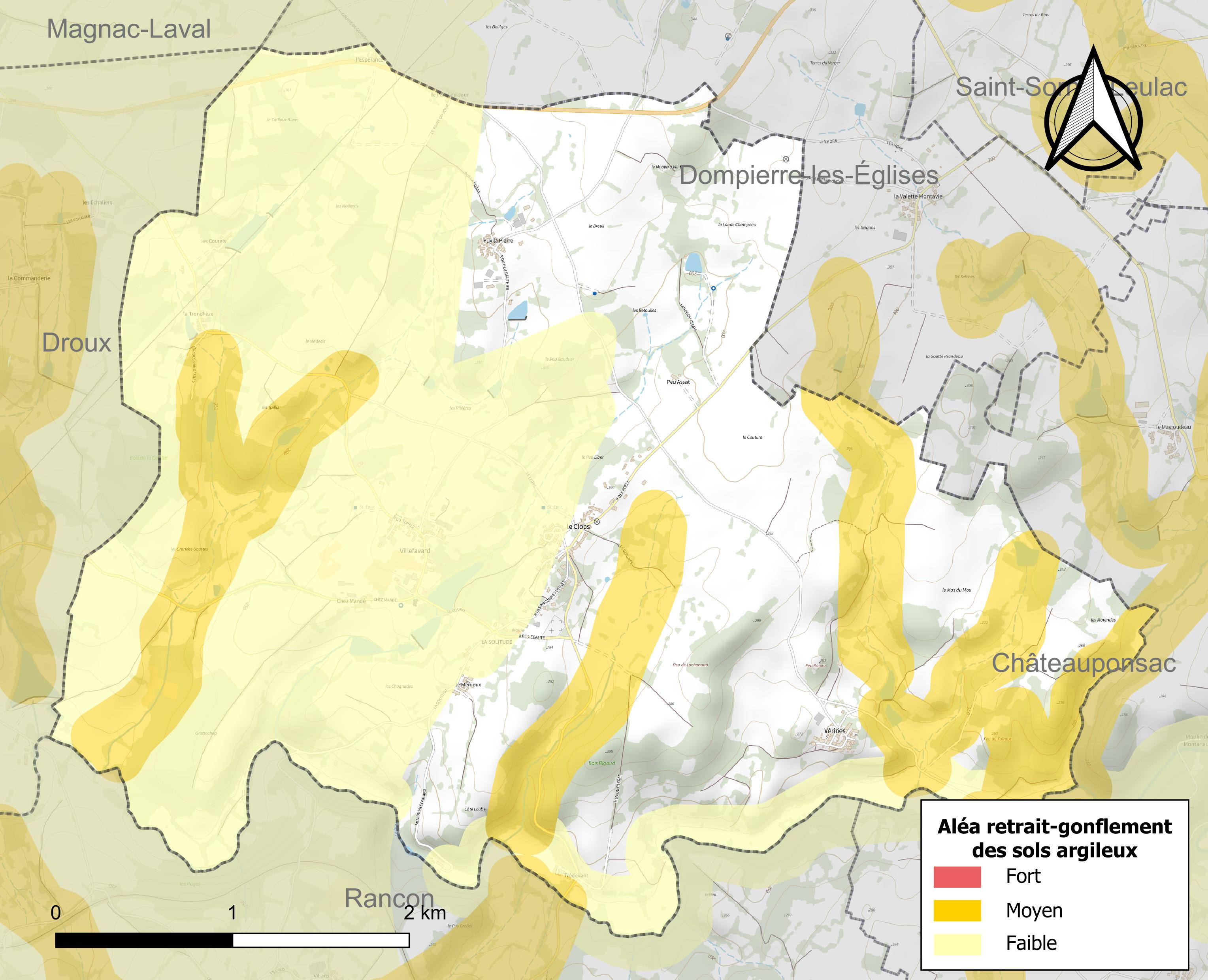
Carte des zones d'aléa retrait-gonflement des sols argileux de Villefavard.

Le retrait-gonflement des sols argileux est susceptible d'engendrer des dommages importants aux bâtiments en cas d’alternance de périodes de sécheresse et de pluie. 20,4 % de la superficie communale est en aléa moyen ou fort (27 % au niveau départemental et 48,5 % au niveau national métropolitain). Depuis le 1er octobre 2020, en application de la loi ÉLAN, différentes contraintes s'imposent aux vendeurs, maîtres d'ouvrages ou constructeurs de biens situés dans une zone classée en aléa moyen ou fort,.
La commune a été reconnue en état de catastrophe naturelle au titre des dommages causés par les inondations et coulées de boue survenues en 1982 et 1999 et par des mouvements de terrain en 1999.

#### Risque particulier
Dans plusieurs parties du territoire national, le radon, accumulé dans certains logements ou autres locaux, peut constituer une source significative d’exposition de la population aux rayonnements ionisants. Selon la classification de 2018, la commune de Villefavard est classée en zone 3, à savoir zone à potentiel radon significatif.

## Toponymie
La première mention connue du village de Villefavard semble remonter à 1180 et se trouve dans le cartulaire d’Aureil sous la forme Villa Flavart (domaine de Flavard). L'un des témoins de la donation s'appelle Petrus Flavart. Dès 1315, la forme Villa Favardi (sans l) est attestée.
Au XVIIe siècle, Villefavard s’écrivait encore en deux mots « Ville-Favard ». La graphie « Ville-Favart » se rencontre également en 1831.
Au domaine dit « le Château » se dressait une forteresse. Elle était habitée par le sieur du Mosnard, écuyer de Villefavard. La famille de Rancon a sans doute bâti et possédé le château de Villefavard.
Le moulin de la mort dépendait du domaine seigneurial. Sur le nom, personne ne peut apporter de réponse, cependant, la légende dit qu’il aurait été habité par un meunier du nom de Lamort. Outre le moulin du Peyrat, celui de Villefavard était de loin le plus important.

## Histoire

### Origine du village
L’origine gallo-romaine du village est prouvée par la découverte d’un domaine de cette époque, sous forme de vestiges, découverte que l’on doit à MM. René Baubérot et Adrien Pommier. Ces restes ont été localisés à environ 150 mètres du temple, vers le bourg. Les restes de deux autres villas ont également été repérés près des hameaux de Trédevent et de Vérines.
La présence de tels vestiges gallo-romains fait supposer l’existence d’un domaine, non loin d’une ancienne voie romaine. Or à cette époque, et dès avant l’ère chrétienne, il était fréquent qu’un tel domaine soit connu sous le nom de son propriétaire ; on pourrait envisager que le nom de Flavard dérive du gentilice romain (nom de famille) Flavius, plutôt que de Flavinius, ce dernier nom ayant donné Flavignac. Cependant, pour Marcel Villoutreix, le type même du toponyme (composé villa + anthroponyme) date du Moyen Âge, après l'époque franque.

### Un village protestant
Avant la Révolution, Villefavard était une cure.
Pour avoir refusé de prêter serment à la constitution civile du clergé, décrétée par l'assemblée constituante le 27 novembre 1790, le curé est emprisonné à Limoges et décède dans sa cellule.
Cette constitution fut condamnée par le pape Pie VI, et, du coup, de nombreux prêtres se mettent à rompre leur serment. Conseillé par des collègues, le curé de Villefavard réunit ses paroissiens, fidèles aux républicains, pour annoncer son reniement au serment. Les républicains, furieux, prennent d’assaut sa chambre et la tradition rapporte que les représentants de l’église doivent s’enfuir par la fenêtre. Les relations entre Villefavard et l'église romaine ont toujours été complexes. D'autre part, Villefavard avait été rattachée à la commune de Droux de 1816 à 1827.
Après le Concordat, le village se trouve privé de curé. Le maire, M. Vaugelade, nommé le 10 juillet 1828, exprime l'espoir au curé de Droux d’obtenir un prêtre pour sa commune. Celui-ci réplique que jamais Villefavard n’aurait de prêtre à demeure… Cette réaction suscite la colère des villageois.
Sur le plan religieux, la commune sollicite une certaine autonomie. En 1831, arrive l'abbé Jean-Laurent Reb, membre de l'Église catholique française. Originaire de Strasbourg, il est assisté un mois après par le vicaire Vinot. Le 21 décembre de la même année, deux prêtres, dont un se prétendant vicaire général, se présentent chez le maire pour lui demander de renvoyer Reb. Le maire refuse.
En 1833, épuisé par son travail, Reb tombe malade. La commune s'investit pour lui trouver un remplaçant. Désigné par l’église catholique française, l’abbé Lhôte officie à Villefavard. En arrivant, il trouve un nouveau presbytère, construit à « la Solitude ». Persécuté par le clergé romain, après avoir reçu et lu l'Abrégé des controverses du pasteur Drelincourt, il embrasse le protestantisme et entraîne avec lui tout le village. La première réunion est présidée le 31 mars 1844, dimanche des Rameaux, par le pasteur Napoléon Roussel, et quelques mois plus tard les villageois transforment l'église en temple. En 1844, Villefavard était ainsi la capitale du protestantisme en Haute-Vienne.
De 1854 à 1856, le temple de Villefavard est fermé par les autorités, et les réunions protestantes interdites, comme dans le reste de la Basse-Marche. Douze instituteurs et institutrices sont suspendus. Les autorisations de réouverture sont refusées au motif de « l'ordre public » par les autorités, qui agissent en accord avec l'évêque de Limoges. Les assemblées se tiennent au Désert. Les écoles protestantes ne rouvrent qu'en 1861, et seulement pour les enfants de protestants.
Édouard Maury, né à Lyon (Ve) le 1er décembre 1858, pasteur suisse s'installe à Villefavard dans les années 1880. Son épouse Sophie Élisabeth Monnerat (1863-1919), issue d’un milieu aisé, quitte son confort pour le rejoindre. En 1885, alors qu'elle attend son premier enfant, elle commence un journal qu'elle tiendra jusqu'en 1918, un an avant son décès. Il sera publié en 1989 sous le titre Du Léman au Limousin : journal de Sophie Maury-Monnerat, femme de pasteur entre 1888 et 1919. Dans cet ouvrage, on découvre de nombreuses anecdotes sur leur vie, sur le village et sur la construction du temple. La vie est facile ; l'environnement, familial et chaleureux. Édouard Maury fit construire un temple, une résidence d'été (La villa Solitude, pour y accueillir des artistes et des musiciens), et une ferme modèle, exemple de rationalisation de l'exploitation agricole.
En 1886, Édouard accepte le poste de pasteur de l'église française à Saint-Gall. Les retrouvailles avec Villefavard auront lieu à Pâques 1900. Le père de Sophie, Jules Monnerat, lègue sa fortune à Sophie et ses descendants. Une grande part de l'héritage est investie dans la commune notamment le temple, le château et la ferme.
En 1960, les pasteurs de Villefavard ont en charge toute la Basse-Marche, à la suite de la suppression des postes pastoraux de Balledent, Châteauponsac et Thiat. Le poste de Villefavard est supprimé à son tour en 1976, mais des pasteurs y résident à temps partiel.

## Politique et administration
| Période                                  | Période  | Identité        | Étiquette | Qualité |
| ---------------------------------------- | -------- | --------------- | --------- | ------- |
| Les données manquantes sont à compléter. |          |                 |           |         |
| 2008                                     | En cours | Pascal Combecau |           |         |

## Population et société

### Démographie
L'évolution du nombre d'habitants est connue à travers les recensements de la population effectués dans la commune depuis 1793. Pour les communes de moins de 10 000 habitants, une enquête de recensement portant sur toute la population est réalisée tous les cinq ans, les populations de référence des années intermédiaires étant quant à elles estimées par interpolation ou extrapolation. Pour la commune, le premier recensement exhaustif entrant dans le cadre du nouveau dispositif a été réalisé en 2004.

En 2022, la commune comptait 164 habitants, en évolution de +4,46 % par rapport à 2016 (Haute-Vienne : −0,68 %, France hors Mayotte : +2,11 %).
| 1793 | 1800 | 1806 | 1821 | 1831 | 1836 | 1841 | 1846 | 1851 |
| ---- | ---- | ---- | ---- | ---- | ---- | ---- | ---- | ---- |
| 530  | 465  | 484  | 547  | 529  | 578  | 537  | 570  | 612  |

| 1856 | 1861 | 1866 | 1872 | 1876 | 1881 | 1886 | 1891 | 1896 |
| ---- | ---- | ---- | ---- | ---- | ---- | ---- | ---- | ---- |
| 604  | 527  | 528  | 523  | 566  | 544  | 537  | 562  | 537  |

| 1901 | 1906 | 1911 | 1921 | 1926 | 1931 | 1936 | 1946 | 1954 |
| ---- | ---- | ---- | ---- | ---- | ---- | ---- | ---- | ---- |
| 523  | 544  | 523  | 460  | 447  | 415  | 362  | 340  | 327  |

| 1962 | 1968 | 1975 | 1982 | 1990 | 1999 | 2004 | 2006 | 2009 |
| ---- | ---- | ---- | ---- | ---- | ---- | ---- | ---- | ---- |
| 313  | 279  | 236  | 240  | 182  | 181  | 160  | 156  | 158  |

| 2014 | 2019 | 2022 | - | - | - | - | - | - |
| ---- | ---- | ---- | - | - | - | - | - | - |
| 157  | 159  | 164  | - | - | - | - | - | - |

## Économie

### Revenus de la population et fiscalité
En 2011, le revenu fiscal médian par ménage était de 20 225 €, ce qui plaçait Villefavard au 30 782e rang parmi les 31 886 communes de plus de 49 ménages en métropole.
En 2009, 57,7 % des foyers fiscaux n'étaient pas imposables.

### Emploi
En 2009, la population âgée de 15 à 64 ans s'élevait à 90 personnes, parmi lesquelles on comptait 70,0 % d'actifs dont 63,3 % ayant un emploi et 6,7 % de chômeurs.
On comptait 22 emplois dans la zone d'emploi, contre 29 en 1999. Le nombre d'actifs ayant un emploi résidant dans la zone d'emploi étant de 59, l'indicateur de concentration d'emploi est de 37,3 %, ce qui signifie que la zone d'emploi n'offre qu'un emploi pour trois habitants actifs.

### Entreprises et commerces
Au 31 décembre 2010, Villefavard comptait 24 établissements : 14 dans l’agriculture-sylviculture-pêche, aucun dans l'industrie, un dans la construction, huit dans le commerce-transports-services divers et un était relatif au secteur administratif.
En 2011, une entreprise a été créée à Villefavard.

## Culture locale et patrimoine

### Lieux et monuments
La commune ne compte aucun monument répertorié à l'inventaire des monuments historiques ni à l'inventaire général du patrimoine culturel ; par ailleurs, elle compte deux objets classés à l'inventaire des monuments historiques : l'orgue de salon du temple réalisé par Cavaillé-Coll, et sa partie instrumentale.
On peut toutefois mentionner :
- le temple protestant (et son orgue classé) ;
- l'église catholique Saint-Julien-et-Saint-Martial de Villefavard ;
- le chalet où vivaient les pasteurs, au hameau de la Solitude ;
- la ferme de Villefavard, ancienne ferme modèle transformée en centre de rencontres artistiques (artistes et en particulier des musiciens classiques connus internationalement comme Yehudi Menuhin, Aldo Ciccolini, Michel Corboz, Julie Fuchs[24]...

### Sites
- Itinéraire à travers le village, balisé de photos anciennes
- Les rives de la Semme et ses environs, zone protégée

### Héraldique
| Blason de Villefavard | Blason  | Mi-parti : au 1er d'argent à trois pals de sable, à la barre de sable brochant sur le tout, au 2e d'argent à la fasce de gueules accompagnée de trois aigles d'azur. |
| Blason de Villefavard | Détails | |

## Pour approfondir